# Sicyos galeottii
Sicyos galeottii är en gurkväxtart som beskrevs av Célestin Alfred Cogniaux. Sicyos galeottii ingår i släktet hårgurkor, och familjen gurkväxter. Inga underarter finns listade i Catalogue of Life.